# باولا موريل
باولا موريل مواليد 29 أكتوبر 1996، هي لاعبة كرة يد بورتوريكية تلعب كظهير أيسر. مثلت منتخب بورتوريكو لكرة اليد للسيدات.

## سجل المنافسة
شاركت في البطولات التالية:
- بطولة العالم لكرة اليد للسيدات 2015